# Dieter Grau
Dieter Grau (Berlín, 24 de abril de 1913–Huntsville, 17 de diciembre de 2014) fue un ingeniero aeroespacial alemán y miembro del grupo von Braun de diseño de cohetes en Peenemünde (1939–1945) trabajando en los cohetes V-2 de la Segunda Guerra Mundial. Formó parte de los ingenieros perdonados por los Estados Unidos y viajó allí para formar parte del grupo de expertos de la Operación Paperclip. Grau fue enviado por el ejército estadounidense al Campo de Misiles de Arenas Blancas en 1946 para trabajar en el ensamblaje (con partes provenientes de Alemania) y hacer las pruebas del V-2. Su mujer se unió a él en 1947. Mientras von Braun estaba en Fort Bliss, Grau y otros ingenieros alemanes ayudaban al análisis del lanzamiento de V-2 para científicos americanos. Un total de 67 V-2 se lanzaron en White Sands.
Su vinculación al ejército siguió y se trasladó a Redstone Arsenal (Alabama) para unirse al Centro Marshall de vuelos espaciales y trabajar para la NASA en 1950. Grau sirvió como director de calidad en todas esas asignaciones, incluido el programa Saturno V que llevó a la humanidad a la luna. Grau dijo que von Braun trabajó en estrecha colaboración con el entonces coronel Holger Toftoy para desarrollar el tipo de equipo que quería en los EE. UU.
«Uno de mis principales trabajos en ese momento era llevar información a los científicos y ver qué tipo de proyectos les gustaría tener y luego, por supuesto, tuvimos que acomodarlos», recordó Grau. «Aunque estábamos ocupados, nos acostumbramos a muchas horas extraordinarias. Pero ese no era el caso (en White Sands). Allí teníamos un día laboral normal».

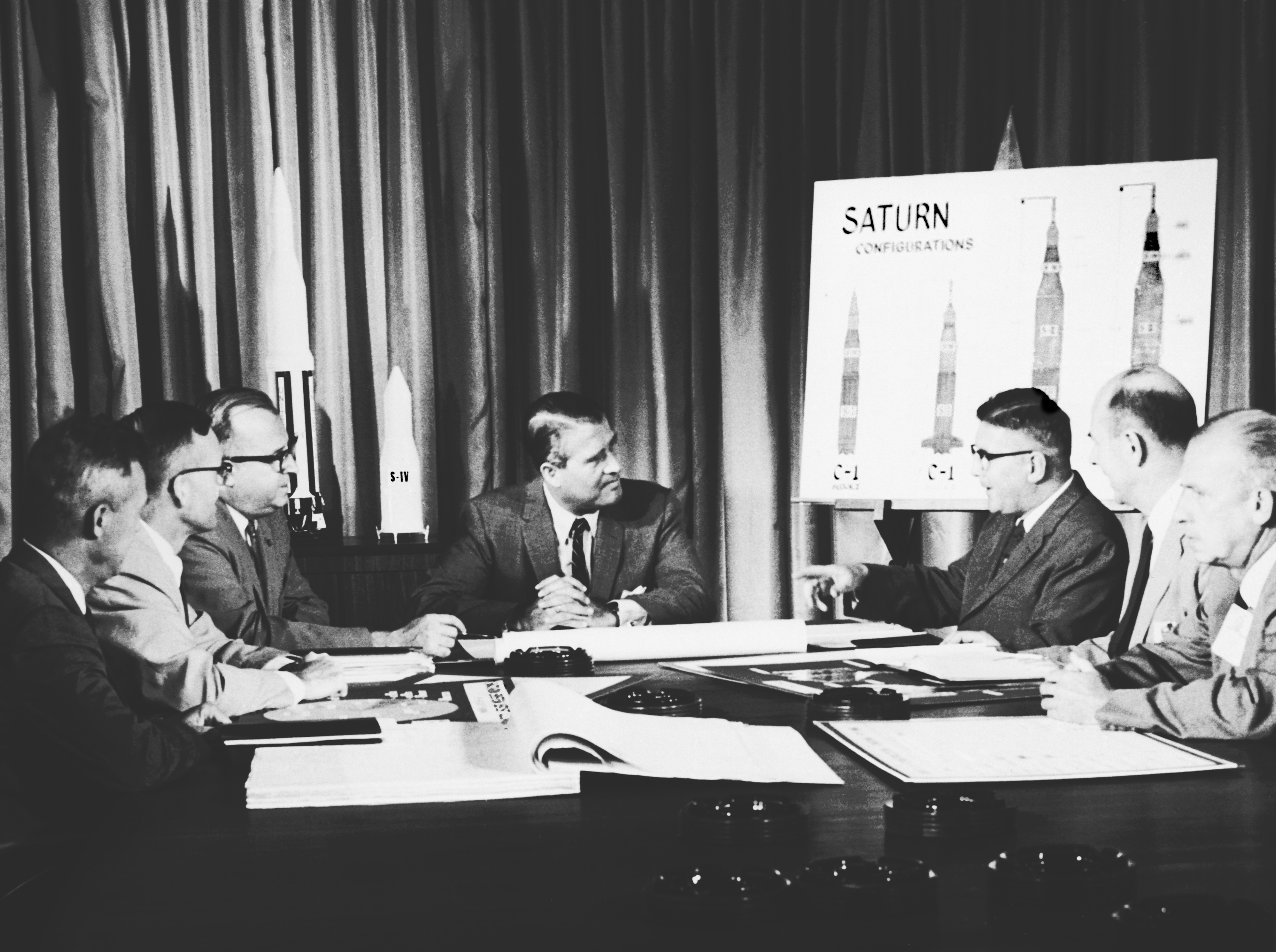
El equipo de Von Braun, Grau está en el centro a la derecha en 1961.

Las cosas cambiaron con su llegada a Huntsville. En muchos sentidos, los alemanes sentían que volvían a casa. Atrás quedaron las condiciones secas y desérticas de Fort Bliss y White Sands, reemplazadas por una zona agrícola verde y montañosa que recuerda a Alemania. Grau anotó:
«Venir a Huntsville fue nuestro regreso al campo verde. Estábamos acostumbrados al campo verde y allá en Fort Bliss y White Sands había simplemente desierto. Nos gustó mucho más. Este era más el paisaje al que estábamos acostumbrados».
«El nuevo cohete Redstone tuvo que ir un poco más lejos. Tenía que ser más grande y tenía que estar fabricado con piezas estadounidenses», dijo Grau.
«La industria entró y trabajó con nosotros para construir y desarrollar nuevas cosas. El motor tuvo que ser rediseñado. Tenía que ser más grande. En ese momento, la industria se incorporó realmente».
Grau, junto con el equipo de von Braun, pasó del Ejército a la NASA para desarrollar los primeros cohetes diseñados expresamente para la exploración espacial. Grau supervisó la garantía de calidad para el desarrollo de los cohetes Saturno I y Saturno V. Ed Buckbee, anteriormente de Asuntos Públicos de MSFC, dijo sobre este momento: "Cuando Dieter hablaba, todos en la sala escuchaban".
«Tuvimos experiencias maravillosas al viajar al espacio. Tuvimos una cooperación maravillosa para lograr algo nunca antes hecho», dijo Grau.

¿Ves lo bien que salió todo? No teníamos idea de cómo saldrían las cosas. Corrimos un riesgo tremendo para venir aquí. Nunca pensamos que podríamos quedarnos tanto tiempo. Tengo una verdadera buena suerte de haber tenido una vida plena".

Grau murió en Huntsville, Alabama, a la edad de 101 años.